# Selección de fútbol de Letonia
La selección de fútbol de Letonia (en letón: Valstsvienība) es el equipo representativo del país en las competiciones oficiales. Su organización está a cargo de la Federación Letona de Fútbol, perteneciente a la UEFA.
De los tres países bálticos, es el más exitoso en este deporte, ganando en 14 veces la Copa Báltica y siendo el único hasta el momento en participar en la fase final de un torneo internacional (Eurocopa 2004).

## Historia
El combinado nacional de Letonia nació en 1922, luego de la independencia de este país al fin de la Primera Guerra Mundial. Sin embargo, en 1942, Letonia fue invadida y anexionada por la Unión Soviética.
Desde ese año, los jugadores de origen letón jugaban en la Selección de la Unión Soviética y solo en 1990, tras el quiebre de la Unión Soviética y la independencia de los países miembros de esta, la selección de Letonia volvió a jugar. Desde la independencia de la URSS, los años dorados del fútbol letón fueron desde las clasificatorias a la Eurocopa 2000, en 1998, hasta el final de las eliminatorias a Sudáfrica 2010. Durante ese período, la selección nacional letona tan solo logró clasificarse para la Eurocopa de 2004 (lo que fue considerado como todo un éxito) en la que llegaría a disputar la fase final quedando en 14.ª posición en la que pudo sacar un empate 0:0 ante Alemania. En las clasificatorias al Mundial 2006 sumó 13 puntos, quedando en quinto lugar de siete equipos, logrando un regular nivel, al derrotar 1-0 y 3-1 a Liechtenstein, 4-0 y 4-3 ante Luxemburgo, y obteniendo dos sendos empates ante Eslovaquia (2.ª posición y play-offs) y Rusia (3.ª posición). Quedó finalmente a 10 puntos de los play-offs y a 17 puntos de la clasificación directa, puesto ocupado por la Portugal.

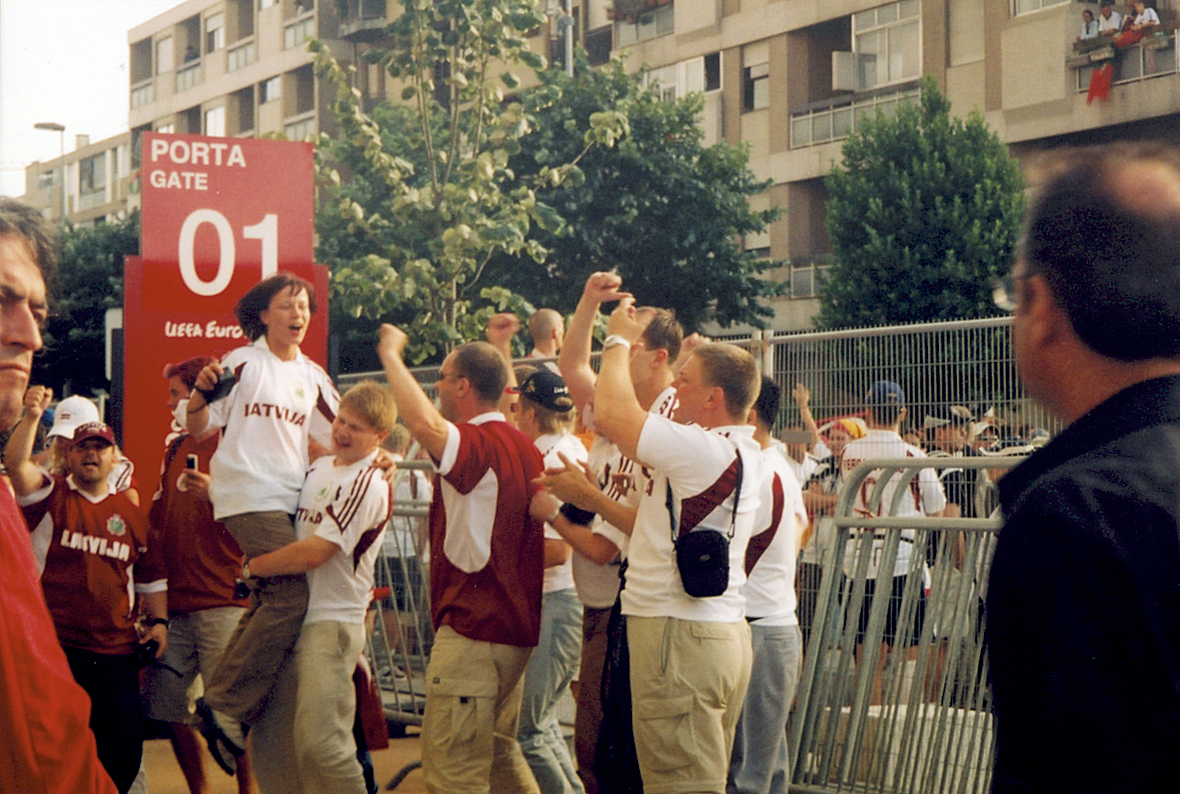
Aficionados letones en la Euro 2004

En la Clasificación para la Eurocopa 2008 Letonia fue ubicado en el grupo F junto a equipos como Dinamarca, España, Irlanda del Norte y Suecia, donde solo consiguió 12 puntos, fruto de 4 victorias, 2 ante Islandia y Liechtenstein, demostrando un muy bajo nivel a comparación de la clasificatoria pasada.
En la fase de clasificación para el Mundial de 2010 quedó encuadrada en el grupo 2 junto a equipos como Grecia o Suiza pero no logró clasificarse ya que tan solo logró la 3.ª posición mientras que era requerida la 2.ª para poder disputar la repesca o la primera posición para clasificarse directamente, tras una derrota ante Grecia 5-2, el 10 de octubre de 2009, donde Letonia iba ganando 2-1 en el primer tiempo, con un gol de chilena de Maris Verpakovskis y otro gol de este, pero en el segundo tiempo, Grecia logró remontar con errores de la defensa y portería letona, lo que hizo que Grecia clasificara a la repesca eliminando a Letonia.
En el camino para disputar la Eurocopa 2012 ha quedado encuadrada en el grupo F junto a Grecia, Malta, Georgia, Israel y Croacia, clasificación que Letonia empezó mal. Al final Letonia no clasificaría a la Eurocopa, con 11 puntos, insuperables a los 22 de Croacia o a los 24 de Grecia, quienes ocuparon los dos primeros puestos.
En las clasificatorias a Brasil 2014, Letonia hizo una de sus peores clasificatorias a torneos internacionales tras quedar con 8 puntos, tras un mal inicio del equipo letón. Los bálticos solo ganaron 2 partidos, los cuales fueron contra Lituania y Liechtenstein.
En el camino para disputar la Eurocopa 2016, fue encuadrada en el grupo A junto a Islandia, Turquía, Países Bajos, República Checa y Kazajistán. Los bálticos quedarían últimos en el grupo, con 5 puntos, pero a pesar de su mal rendimiento, logró empatar a equipos que clasificaron al torneo continental, como Turquía de local y visitante y a Islandia de local.
Anteriormente Letonia estuvo última en la fase de clasificación para el Mundial de Rusia 2018 con 3 puntos, dejándola eliminada del mundial, apenas ganó 1 partido, el cual fue un fracaso 1-0 a Andorra en el 6 de septiembre de 2016., luego hizo un papelón vergonzoso ante las Islas Feroe, perdiendo de local en Riga por 0-2 en el 7 de octubre del mismo año. Luego en el 10 de octubre, perdió de nuevo ante local, ante un rival respetable, Hungría por 0-2. En el 13 de noviembre cayeron los letones por 1-4 ante Portugal, y en el 25 de marzo de 2017 en Ginebra ante Suiza por 0-1. Tras perder en el 9 de junio ante Portugal de local por 0-3, fue eliminada del mundial 2018, restándole los partidos ante Hungría en Budapest, jugado el 31 de agosto, donde los locales húngaros vencieron por 3-1, y en el 3 de septiembre ante Suiza, perdiendo por 0-3, dejando a Letonia como la peor selección que ha clasificado a una Eurocopa.

## Últimos partidos y próximos encuentros
Actualizado al último partido jugado el 25 de marzo de 2025
| Fecha      | Ciudad           | Local               | Resultado | Visitante           | Competición                     |
| ---------- | ---------------- | ------------------- | --------- | ------------------- | ------------------------------- |
| 07-09-2024 | Ereván           | Armenia             | 4:1 (2:1) | Letonia             | Liga de Naciones UEFA 24/25     |
| 10-09-2024 | Riga             | Letonia             | 1:0 (0:0) | Islas Feroe         | Liga de Naciones UEFA 24/25     |
| 10-10-2024 | Riga             | Letonia             | 0:3 (0:1) | Macedonia del Norte | Liga de Naciones UEFA 24/25     |
| 13-10-2024 | Tórshavn         | Islas Feroe         | 1:1 (1:0) | Letonia             | Liga de Naciones UEFA 24/25     |
| 14-11-2024 | Skopje           | Macedonia del Norte | 1:0 (0:0) | Letonia             | Liga de Naciones UEFA 24/25     |
| 17-11-2024 | Riga             | Letonia             | 1:2 (0:0) | Armenia             | Liga de Naciones UEFA 24/25     |
| 21-03-2025 | Andorra La Vieja | Andorra             | 0:1 (0:0) | Letonia             | Clasificación Copa Mundial 2026 |
| 24-03-2025 | Londres          | Inglaterra          | 3:0 (1:0) | Letonia             | Clasificación Copa Mundial 2026 |
| 07-06-2025 | Riga             | Letonia             | -:-       | Azerbaiyán          | Partido amistoso                |
| 10-06-2025 | Riga             | Letonia             | -:-       | Albania             | Clasificación Copa Mundial 2026 |
| 06-09-2025 | Riga             | Letonia             | -:-       | Serbia              | Clasificación Copa Mundial 2026 |
| 09-09-2025 | TBD              | Albania             | -:-       | Letonia             | Clasificación Copa Mundial 2026 |
| 11-10-2025 | Riga             | Letonia             | -:-       | Andorra             | Clasificación Copa Mundial 2026 |
| 14-10-2025 | Riga             | Letonia             | -:-       | Inglaterra          | Clasificación Copa Mundial 2026 |

## Estadísticas

### Copa Mundial de Fútbol
| Copa Mundial de Fútbol | Copa Mundial de Fútbol      | Copa Mundial de Fútbol      | Copa Mundial de Fútbol      | Copa Mundial de Fútbol      | Copa Mundial de Fútbol      | Copa Mundial de Fútbol      | Copa Mundial de Fútbol      |
| Año                    | Ronda                       | J                           | G                           | E                           | P                           | GF                          | GC                          |
| ---------------------- | --------------------------- | --------------------------- | --------------------------- | --------------------------- | --------------------------- | --------------------------- | --------------------------- |
| 1930                   | No participó                | No participó                | No participó                | No participó                | No participó                | No participó                | No participó                |
| 1934                   | No participó                | No participó                | No participó                | No participó                | No participó                | No participó                | No participó                |
| 1938                   | No clasificó                | No clasificó                | No clasificó                | No clasificó                | No clasificó                | No clasificó                | No clasificó                |
| 1950                   | Parte de la Unión Soviética | Parte de la Unión Soviética | Parte de la Unión Soviética | Parte de la Unión Soviética | Parte de la Unión Soviética | Parte de la Unión Soviética | Parte de la Unión Soviética |
| 1954                   | Parte de la Unión Soviética | Parte de la Unión Soviética | Parte de la Unión Soviética | Parte de la Unión Soviética | Parte de la Unión Soviética | Parte de la Unión Soviética | Parte de la Unión Soviética |
| 1958                   | Parte de la Unión Soviética | Parte de la Unión Soviética | Parte de la Unión Soviética | Parte de la Unión Soviética | Parte de la Unión Soviética | Parte de la Unión Soviética | Parte de la Unión Soviética |
| 1962                   | Parte de la Unión Soviética | Parte de la Unión Soviética | Parte de la Unión Soviética | Parte de la Unión Soviética | Parte de la Unión Soviética | Parte de la Unión Soviética | Parte de la Unión Soviética |
| 1966                   | Parte de la Unión Soviética | Parte de la Unión Soviética | Parte de la Unión Soviética | Parte de la Unión Soviética | Parte de la Unión Soviética | Parte de la Unión Soviética | Parte de la Unión Soviética |
| 1970                   | Parte de la Unión Soviética | Parte de la Unión Soviética | Parte de la Unión Soviética | Parte de la Unión Soviética | Parte de la Unión Soviética | Parte de la Unión Soviética | Parte de la Unión Soviética |
| 1974                   | Parte de la Unión Soviética | Parte de la Unión Soviética | Parte de la Unión Soviética | Parte de la Unión Soviética | Parte de la Unión Soviética | Parte de la Unión Soviética | Parte de la Unión Soviética |
| 1978                   | Parte de la Unión Soviética | Parte de la Unión Soviética | Parte de la Unión Soviética | Parte de la Unión Soviética | Parte de la Unión Soviética | Parte de la Unión Soviética | Parte de la Unión Soviética |
| 1982                   | Parte de la Unión Soviética | Parte de la Unión Soviética | Parte de la Unión Soviética | Parte de la Unión Soviética | Parte de la Unión Soviética | Parte de la Unión Soviética | Parte de la Unión Soviética |
| 1986                   | Parte de la Unión Soviética | Parte de la Unión Soviética | Parte de la Unión Soviética | Parte de la Unión Soviética | Parte de la Unión Soviética | Parte de la Unión Soviética | Parte de la Unión Soviética |
| 1990                   | Parte de la Unión Soviética | Parte de la Unión Soviética | Parte de la Unión Soviética | Parte de la Unión Soviética | Parte de la Unión Soviética | Parte de la Unión Soviética | Parte de la Unión Soviética |
| 1994                   | No clasificó                | No clasificó                | No clasificó                | No clasificó                | No clasificó                | No clasificó                | No clasificó                |
| 1998                   | No clasificó                | No clasificó                | No clasificó                | No clasificó                | No clasificó                | No clasificó                | No clasificó                |
| 2002                   | No clasificó                | No clasificó                | No clasificó                | No clasificó                | No clasificó                | No clasificó                | No clasificó                |
| 2006                   | No clasificó                | No clasificó                | No clasificó                | No clasificó                | No clasificó                | No clasificó                | No clasificó                |
| 2010                   | No clasificó                | No clasificó                | No clasificó                | No clasificó                | No clasificó                | No clasificó                | No clasificó                |
| 2014                   | No clasificó                | No clasificó                | No clasificó                | No clasificó                | No clasificó                | No clasificó                | No clasificó                |
| 2018                   | No clasificó                | No clasificó                | No clasificó                | No clasificó                | No clasificó                | No clasificó                | No clasificó                |
| 2022                   | No clasificó                | No clasificó                | No clasificó                | No clasificó                | No clasificó                | No clasificó                | No clasificó                |
| 2026                   | Por disputarse              | Por disputarse              | Por disputarse              | Por disputarse              | Por disputarse              | Por disputarse              | Por disputarse              |
| 2030                   | Por disputarse              | Por disputarse              | Por disputarse              | Por disputarse              | Por disputarse              | Por disputarse              | Por disputarse              |
| 2034                   | Por disputarse              | Por disputarse              | Por disputarse              | Por disputarse              | Por disputarse              | Por disputarse              | Por disputarse              |
| Total                  | 0/22                        | -                           | -                           | -                           | -                           | -                           | -                           |

### Eurocopa
| Eurocopa    | Eurocopa                    | Eurocopa                    | Eurocopa                    | Eurocopa                    | Eurocopa                    | Eurocopa                    | Eurocopa                    |
| Año         | Ronda                       | J                           | G                           | E                           | P                           | GF                          | GC                          |
| ----------- | --------------------------- | --------------------------- | --------------------------- | --------------------------- | --------------------------- | --------------------------- | --------------------------- |
| 1960 - 1988 | Parte de la Unión Soviética | Parte de la Unión Soviética | Parte de la Unión Soviética | Parte de la Unión Soviética | Parte de la Unión Soviética | Parte de la Unión Soviética | Parte de la Unión Soviética |
| 1992        | No participó                | No participó                | No participó                | No participó                | No participó                | No participó                | No participó                |
| 1996        | No clasificó                | No clasificó                | No clasificó                | No clasificó                | No clasificó                | No clasificó                | No clasificó                |
| 2000        | No clasificó                | No clasificó                | No clasificó                | No clasificó                | No clasificó                | No clasificó                | No clasificó                |
| 2004        | Fase de grupos              | 3                           | 0                           | 1                           | 2                           | 1                           | 5                           |
| 2008        | No clasificó                | No clasificó                | No clasificó                | No clasificó                | No clasificó                | No clasificó                | No clasificó                |
| 2012        | No clasificó                | No clasificó                | No clasificó                | No clasificó                | No clasificó                | No clasificó                | No clasificó                |
| 2016        | No clasificó                | No clasificó                | No clasificó                | No clasificó                | No clasificó                | No clasificó                | No clasificó                |
| 2020        | No clasificó                | No clasificó                | No clasificó                | No clasificó                | No clasificó                | No clasificó                | No clasificó                |
| 2024        | No clasificó                | No clasificó                | No clasificó                | No clasificó                | No clasificó                | No clasificó                | No clasificó                |
| 2028        | Por disputarse              | Por disputarse              | Por disputarse              | Por disputarse              | Por disputarse              | Por disputarse              | Por disputarse              |
| 2032        | Por disputarse              | Por disputarse              | Por disputarse              | Por disputarse              | Por disputarse              | Por disputarse              | Por disputarse              |
| Total       | 1/17                        | 3                           | 0                           | 1                           | 2                           | 1                           | 5                           |

### Liga de Naciones de la UEFA
| Liga de Naciones de la UEFA | Liga de Naciones de la UEFA | Liga de Naciones de la UEFA | Liga de Naciones de la UEFA | Liga de Naciones de la UEFA | Liga de Naciones de la UEFA | Liga de Naciones de la UEFA | Liga de Naciones de la UEFA | Liga de Naciones de la UEFA | Liga de Naciones de la UEFA |
| Año                         | L                           | G                           | Ronda                       | J                           | G                           | E                           | P                           | GF                          | GC                          |
| --------------------------- | --------------------------- | --------------------------- | --------------------------- | --------------------------- | --------------------------- | --------------------------- | --------------------------- | --------------------------- | --------------------------- |
| 2018-19                     | D                           | 1                           | Tercer lugar                | 6                           | 0                           | 4                           | 2                           | 2                           | 6                           |
| 2020-21                     | D                           | 1                           | Tercer lugar                | 6                           | 1                           | 4                           | 1                           | 8                           | 4                           |
| 2022-23                     | D                           | 1                           | Primer lugar                | 6                           | 4                           | 1                           | 1                           | 12                          | 5                           |
| Total                       | Total                       | Total                       | 3/3                         | 18                          | 5                           | 9                           | 4                           | 22                          | 15                          |

### Juegos Olímpicos
| Juegos Olímpicos                                                                                         | Juegos Olímpicos              | Juegos Olímpicos              | Juegos Olímpicos              | Juegos Olímpicos              | Juegos Olímpicos              | Juegos Olímpicos              | Juegos Olímpicos              |
| Año | Ronda                         | J                             | G                             | E                             | P                             | GF                            | GC                            |
| --- | ----------------------------- | ----------------------------- | ----------------------------- | ----------------------------- | ----------------------------- | ----------------------------- | ----------------------------- |
| 1908 | No existía la selección       | No existía la selección       | No existía la selección       | No existía la selección       | No existía la selección       | No existía la selección       | No existía la selección       |
| 1912 | No existía la selección       | No existía la selección       | No existía la selección       | No existía la selección       | No existía la selección       | No existía la selección       | No existía la selección       |
| 1920 | No existía la selección       | No existía la selección       | No existía la selección       | No existía la selección       | No existía la selección       | No existía la selección       | No existía la selección       |
| 1924 | Octavos de final              | 1                             | 0                             | 0                             | 1                             | 0                             | 7                             |
| 1928 | No participó                  | No participó                  | No participó                  | No participó                  | No participó                  | No participó                  | No participó                  |
| 1932 | No hubo competición de fútbol | No hubo competición de fútbol | No hubo competición de fútbol | No hubo competición de fútbol | No hubo competición de fútbol | No hubo competición de fútbol | No hubo competición de fútbol |
| 1936 | No participó                  | No participó                  | No participó                  | No participó                  | No participó                  | No participó                  | No participó                  |
| 1948 | No participó                  | No participó                  | No participó                  | No participó                  | No participó                  | No participó                  | No participó                  |
| Desde 1952 los Juegos Olímpicos los disputan selecciones amateurs, y a partir de 1992 selecciones sub-23 |                               |                               |                               |                               |                               |                               |                               |
| Total | 1/7                           | 1                             | 0                             | 0                             | 1                             | 0                             | 7                             |

## Récord ante Selecciones Nacionales
Actualizado al 25 de marzo de 2025.
| Rival                | J   | G   | E   | P   | GF  | GC  | GD   |
| -------------------- | --- | --- | --- | --- | --- | --- | ---- |
| Albania              | 5   | 0   | 5   | 0   | 6   | 6   | 0    |
| Alemania             | 4   | 0   | 1   | 3   | 2   | 13  | −11  |
| Andorra              | 12  | 8   | 4   | 0   | 24  | 2   | +22  |
| Angola               | 1   | 0   | 1   | 0   | 1   | 1   | 0    |
| Armenia              | 6   | 2   | 1   | 3   | 7   | 8   | -1   |
| Arabia Saudita       | 1   | 0   | 0   | 1   | 0   | 2   | -2   |
| Austria              | 9   | 2   | 1   | 6   | 9   | 24  | -15  |
| Azerbaiyán           | 5   | 1   | 3   | 1   | 4   | 5   | -1   |
| Baréin               | 1   | 0   | 1   | 0   | 2   | 2   | 0    |
| Bielorrusia          | 6   | 1   | 1   | 4   | 7   | 13  | -6   |
| Bélgica              | 2   | 0   | 0   | 2   | 1   | 7   | -6   |
| Bolivia              | 1   | 1   | 0   | 0   | 2   | 1   | +1   |
| Bosnia y Herzegovina | 2   | 0   | 0   | 2   | 1   | 9   | -8   |
| Brasil               | 1   | 0   | 0   | 1   | 0   | 3   | −3   |
| Bulgaria             | 3   | 0   | 0   | 3   | 0   | 6   | -6   |
| China                | 1   | 0   | 0   | 1   | 0   | 1   | -1   |
| Croacia              | 6   | 0   | 0   | 6   | 1   | 17  | −16  |
| Chipre               | 3   | 0   | 1   | 2   | 1   | 4   | -3   |
| República Checa      | 5   | 0   | 1   | 4   | 4   | 13  | -9   |
| Dinamarca            | 4   | 0   | 1   | 3   | 1   | 7   | -6   |
| Estonia              | 61  | 29  | 21  | 11  | 95  | 62  | +33  |
| Finlandia            | 17  | 4   | 3   | 10  | 18  | 32  | -14  |
| Francia              | 1   | 0   | 0   | 1   | 0   | 7   | −7   |
| Islas Feroe          | 8   | 2   | 5   | 1   | 6   | 6   | 0    |
| Georgia              | 10  | 3   | 2   | 5   | 10  | 18  | -8   |
| Ghana                | 1   | 0   | 0   | 1   | 0   | 1   | -1   |
| Gibraltar            | 4   | 3   | 0   | 1   | 11  | 3   | +8   |
| Grecia               | 8   | 1   | 2   | 5   | 6   | 13  | -7   |
| Honduras             | 1   | 0   | 0   | 1   | 1   | 2   | −1   |
| Hungría              | 7   | 1   | 0   | 6   | 7   | 16  | −9   |
| Inglaterra           | 1   | 0   | 0   | 1   | 0   | 3   | −3   |
| Islandia             | 7   | 2   | 3   | 2   | 12  | 12  | 0    |
| Israel               | 8   | 1   | 1   | 6   | 6   | 18  | -12  |
| Japón                | 2   | 0   | 1   | 1   | 2   | 5   | -3   |
| Kazajistán           | 7   | 2   | 4   | 1   | 7   | 5   | +2   |
| Kuwait               | 2   | 0   | 1   | 1   | 1   | 3   | +2   |
| Kosovo               | 1   | 0   | 0   | 1   | 3   | 4   | -1   |
| Liechtenstein        | 12  | 9   | 2   | 1   | 19  | 5   | +14  |
| Lituania             | 57  | 28  | 12  | 17  | 120 | 81  | +39  |
| Luxemburgo           | 7   | 6   | 1   | 0   | 20  | 4   | +16  |
| Macedonia del Norte  | 5   | 0   | 0   | 5   | 2   | 11  | -9   |
| Malta                | 7   | 3   | 1   | 3   | 8   | 5   | +3   |
| Moldavia             | 5   | 3   | 0   | 2   | 11  | 9   | +2   |
| Montenegro           | 4   | 0   | 2   | 2   | 2   | 5   | -3   |
| Países Bajos         | 5   | 0   | 0   | 5   | 0   | 14  | -14  |
| Corea del Norte      | 2   | 1   | 1   | 0   | 3   | 2   | +1   |
| Irlanda del Norte    | 7   | 2   | 0   | 5   | 4   | 8   | −4   |
| Noruega              | 4   | 1   | 1   | 2   | 4   | 5   | −1   |
| Omán                 | 2   | 1   | 0   | 1   | 4   | 4   | 0    |
| Polonia              | 16  | 2   | 2   | 12  | 15  | 42  | -27  |
| Portugal             | 6   | 0   | 0   | 6   | 4   | 18  | -14  |
| Catar                | 1   | 0   | 0   | 1   | 1   | 3   | -2   |
| Irlanda              | 6   | 0   | 0   | 6   | 3   | 17  | -14  |
| Rumania              | 5   | 0   | 1   | 4   | 0   | 9   | -9   |
| Rusia                | 4   | 0   | 1   | 3   | 2   | 7   | -5   |
| San Marino           | 5   | 4   | 1   | 0   | 9   | 1   | +8   |
| Escocia              | 4   | 0   | 0   | 4   | 1   | 7   | -6   |
| Eslovaquia           | 6   | 0   | 3   | 3   | 6   | 12  | -6   |
| Eslovenia            | 5   | 1   | 0   | 4   | 2   | 9   | -7   |
| Corea del Sur        | 2   | 0   | 0   | 2   | 0   | 2   | -2   |
| España               | 4   | 0   | 1   | 3   | 0   | 9   | −9   |
| Suecia               | 17  | 2   | 4   | 11  | 12  | 54  | -42  |
| Suiza                | 5   | 0   | 1   | 4   | 3   | 9   | -6   |
| Tailandia            | 1   | 0   | 1   | 0   | 1   | 1   | 0    |
| Túnez                | 1   | 0   | 0   | 1   | 0   | 3   | -3   |
| Turquía              | 10  | 1   | 5   | 4   | 15  | 22  | -7   |
| Ucrania              | 3   | 0   | 1   | 2   | 1   | 3   | −2   |
| Estados Unidos       | 1   | 0   | 0   | 1   | 0   | 1   | -1   |
| Uzbekistán           | 1   | 0   | 0   | 1   | 0   | 3   | -3   |
| Gales                | 3   | 0   | 0   | 3   | 0   | 5   | -5   |
| Total                | 447 | 128 | 105 | 215 | 530 | 744 | -214 |

## Palmarés
- Copa Báltica: 1° puesto (14) (1928, 1932, 1933, 1936, 1937, 1993, 1995, 2001, 2003, 2008, 2012, 2014, 2016 y 2018)

## Seleccionadores

### Antes de la independencia
- Comisión Técnica (1922–1923)
- Juris Rēdlihs-Raiskums (1924)
- Willy Malousek (1924)
- Walter Wilson (1925)
- Ferenc Molnár (1926)
- Karl Kurz (1927)
- Willy Malousek (1929)
- Juris Rēdlihs-Raiskums (1930–1931)
- Jānis Lapiņš (1932–1934)
- Ferenc Voggenhuber (1935)
- Rudolf Stanzel (1936–1939)
- Kārlis Upenieks (1940)

### Tras la independencia
| Seleccionador       | Período   |
| ------------------- | --------- |
| Jānis Gilis         | 1992-1997 |
| Revaz Dzodzuashvili | 1998-1999 |
| Gary Johson         | 1999-2001 |
| Aleksandrs Starkovs | 2001-2004 |
| Jurijs Andrejevs    | 2004-2007 |
| Aleksandrs Starkovs | 2007–2013 |
| Marian Pahars       | 2013–2017 |
| Aleksandrs Starkovs | 2017-2018 |
| Mixu Paatelainen    | 2018      |
| Slaviša Stojanovič  | 2018-2020 |
| Dainis Kazakevičs   | 2020-2023 |
| Paolo Nicolato      | 2024-     |

## Jugadores

### Última convocatoria
- Convocatoria para los partidos ante Andorra e Inglaterra en marzo de 2025 por la Clasificación de UEFA para la Copa Mundial de Fútbol de 2026.

| No. | Pos. | Jugador               | Fecha de nacimiento (edad)         | Apa. | Goles | Club                 |
| --- | ---- | --------------------- | ---------------------------------- | ---- | ----- | -------------------- |
| 1   | POR  | Krišjānis Zviedris    | 21 de enero de 1997 (28 años)      | 2    | 0     | Riga                 |
| 12  | POR  | Roberts Ozols         | 10 de septiembre de 1995 (29 años) | 19   | 0     | Auda                 |
| 23  | POR  | Rihards Matrevics     | 18 de marzo de 1999 (26 años)      | 12   | 0     | Auda                 |
|     |      |                       |                                    |      |       |                      |
| 2   | DEF  | Daniels Balodis       | 10 de junio de 1998 (27 años)      | 17   | 1     | St. Johnstone        |
| 3   | DEF  | Vitālijs Jagodinskis  | 28 de febrero de 1996 (29 años)    | 36   | 0     | Visakha              |
| 4   | DEF  | Niks Sliede           | 8 de marzo de 2004 (21 años)       | 1    | 0     | RFS                  |
| 5   | DEF  | Antonijs Černomordijs | 26 de septiembre de 1996 (28 años) | 40   | 1     | Riga                 |
| 6   | DEF  | Vjačeslavs Isajevs    | 23 de agosto de 1993 (31 años)     | 7    | 0     | Auda                 |
| 11  | DEF  | Roberts Savaļnieks    | 4 de febrero de 1993 (32 años)     | 67   | 2     | RFS                  |
| 13  | DEF  | Raivis Jurkovskis     | 7 de diciembre de 1996 (28 años)   | 51   | 0     | Riga                 |
| 14  | DEF  | Andrejs Cigaņiks      | 12 de abril de 1997 (28 años)      | 61   | 4     | Lucerna              |
| 21  | DEF  | Maksims Toņiševs      | 12 de mayo de 2000 (25 años)       | 3    | 0     | Riga                 |
|     | DEF  | Emīls Birka           | 25 de abril de 2000 (25 años)      | 1    | 0     | Auda                 |
|     | DEF  | Oskars Vientiess      | 8 de octubre de 2002 (22 años)     | 0    | 0     | Metta                |
|     |      |                       |                                    |      |       |                      |
| 15  | MED  | Dmitrijs Zelenkovs    | 15 de mayo de 2000 (25 años)       | 14   | 0     | RFS                  |
| 16  | MED  | Alvis Jaunzems        | 16 de junio de 1999 (26 años)      | 43   | 0     | Stal Mielec          |
| 17  | MED  | Lukass Vapne          | 31 de agosto de 2003 (21 años)     | 8    | 0     | Sogndal              |
| 20  | MED  | Deniss Meļņiks        | 7 de septiembre de 2002 (22 años)  | 5    | 0     | Valmiera             |
| 22  | MED  | Aleksejs Saveļjevs    | 30 de enero de 1999 (26 años)      | 27   | 1     | Gloria Buzău         |
|     |      |                       |                                    |      |       |                      |
| 7   | DEL  | Eduards Dašķevičs     | 12 de julio de 2002 (22 años)      | 17   | 0     | Riga                 |
| 9   | DEL  | Vladislavs Gutkovskis | 2 de abril de 1995 (30 años)       | 52   | 11    | Daejeon Hana Citizen |
| 10  | DEL  | Jānis Ikaunieks       | 16 de febrero de 1995 (30 años)    | 65   | 12    | RFS                  |
| 18  | DEL  | Dario Šits            | 4 de febrero de 2004 (21 años)     | 5    | 2     | Helmond Sport        |
| 19  | DEL  | Raimonds Krollis      | 28 de octubre de 2001 (23 años)    | 40   | 4     | Slovan Liberec       |

### Más partidos disputados
La siguiente lista incluye los futbolistas con más partidos disputados con la selección:
| #   | Jugador            | Periodo   | Partidos | Goles |
| --- | ------------------ | --------- | -------- | ----- |
| 1.  | Vitālijs Astafjevs | 1992–2010 | 167      | 16    |
| 2.  | Andrejs Rubins     | 1998–2011 | 117      | 10    |
| 3.  | Juris Laizāns      | 1998–2013 | 113      | 15    |
| 4.  | Imants Bleidelis   | 1995–2007 | 106      | 10    |
| 5.  | Mihails Zemļinskis | 1992–2005 | 105      | 12    |
| 6.  | Māris Verpakovskis | 1999–2014 | 104      | 29    |
| 7.  | Igors Stepanovs    | 1995–2011 | 100      | 4     |
| 8.  | Aleksandrs Koļinko | 1997–2010 | 94       | 0     |
| 9.  | Andris Vaņins      | 2000-2019 | 94       | 0     |
| 10. | Kaspars Gorkšs     | 2005–2017 | 89       | 5     |

En negrita, futbolistas aún en activo.

### Máximos goleadores
La siguiente lista incluye los futbolistas con más goles anotados con la selección:
| #   | Jugador            | Periodo       | Goles (partidos) |
| --- | ------------------ | ------------- | ---------------- |
| 1.  | Māris Verpakovskis | 1999–2014     | 29 (104)         |
| 2.  | Ēriks Pētersons    | 1929–1939     | 24 (63)          |
| 3.  | Vitālijs Astafjevs | 1992–2010     | 16 (167)         |
| 4.  | Marians Pahars     | 1996–2007     | 15 (75)          |
| 5.  | Juris Laizāns      | 1998–2014     | 15 (113)         |
| 6.  | Alberts Šeibelis   | 1925–1939     | 14 (54)          |
| 7.  | Iļja Vestermans    | 1935–1938     | 13 (23)          |
| 8.  | Aleksandrs Cauņa   | 2007–2015     | 12 (45)          |
| 9.  | Valērijs Šabala    | 2013–presente | 12 (73)          |
| 10. | Mihails Zemļinskis | 1992–2005     | 12 (105)         |

En negrita, futbolistas aún en activo.